# مارتینیانو
مارتینیانو (به ایتالیایی: Martignano) یک کومونه در ایتالیا است که در استان لچه واقع شده‌است.

## خصوصیات
مارتینیانو ۶ کیلومترمربع مساحت و ۱٬۷۸۴ نفر جمعیت دارد و ۹۹ متر بالاتر از سطح دریا واقع شده‌است.